# Barnacle Bill
Barnacle Bill é uma rocha medindo 40 centímetros em Ares Vallis, no planeta Marte. Esta foi a primeira rocha analisada pelo rover Sojourner utilizando seu instrumento Alpha Proton X-ray Spectrometer. O encontro ocorreu durante o Sol 3 da missão Mars Pathfinder na superfície de Marte e levou dez horas para se completar.
Uma análise inicial dos dados enviados pela Sojourner levou os cientistas a especular que a rocha poderia ser andesita.
O seu nome foi inspirado por estruturas parecidas com cracas (barnacle, em inglês) que apareciam nas fotos transmitidas.